# 本部御殿
本部御殿（もとぶうどぅん）は、尚質王の六男・尚弘信、本部王子朝平（1655年6月22日（順治12年5月19日） - 1687年10月3日（康煕26年8月27日））を元祖とする琉球王族。第二尚氏の分家で、代々本部間切（現・本部町）の按司地頭をつとめた琉球王国の大名。
一世朝平は11歳で伊野波間切（のち本部間切に改称）を賜り、その後代々これを継承したため本部御殿と称するようになった。五世朝救は琉球屈指の歌人として名高い。八世朝章（尚景保）は、琉仏修好条約締結時の総理官（全権大使）をつとめた。
廃藩置県後は、十世本部朝勇は琉球古武術・本部御殿手の継承者として知られ、その弟本部朝基は「最強空手家」と呼ばれるほどの無敗の空手家で、沖縄中にその武名を轟かした。本部御殿は、武術と芸術の名門として活躍した。

## 系譜
- 一世・尚弘信・本部王子朝平
- 二世・向履泰・本部按司朝完
- 三世・本部按司朝智
- 三世・尚文思・本部王子朝隆（初位は按司、後に王子位に昇る）
- 四世・向延弼・本部按司朝恒
- 五世・向国珍・本部按司朝救
- 六世・尚大猷・本部王子朝英（初位は按司、後に王子位に昇る）
- 七世・伊野波按司朝徳
- 八世・尚景保・本部按司朝章
- 九世・本部按司朝真
- 十世・本部朝勇
- （十世）・本部朝基（朝真三男）